# 560
560 (DLX) var ett skottår som började en torsdag i den julianska kalendern.

## Händelser

### Okänt datum
- Ceawlin blir enligt traditionen kung av Wessex.
- Ethelbert efterträder enligt traditionen sin fader Eormenric som kung av Kent.
- Adda efterträder enligt traditionen sin broder Glappa som kung av Bernicia.
- Aella blir enligt traditionen kung av Deira.
- Den anglosaxiska heptarkin bildas av kungarikena Wessex, Essex, Sussex, Kent, East Anglia, Mercia och Northumbria.

## Födda
- Isidorus av Sevilla, ärkebiskop och lärd. [1]
- Konstantina av Bysans, bysantinsk kejsarinna
- Hashihito no Anahobe, japansk kejsarinna

## Avlidna
- Cynric, kung av Wessex.
- Eormenric, kung av Kent.
- Glappa, kung av Bernicia.

### Fotnoter
1. ↑  Catholic Encyclopedia St. Isidore of Seville